# Cyrestis cocleoides
Cyrestis cocleoides är en fjärilsart som beskrevs av Hans Fruhstorfer 1901. Cyrestis cocleoides ingår i släktet Cyrestis och familjen praktfjärilar. Inga underarter finns listade i Catalogue of Life.